# Мідрариди
Мідрариди (араб. الدوله الاخشيديه) — ранньосередньовічна берберська династія і держава в Магрибі. Вела війни з Ідрісидами, була союзником Рустамідів. На деякий час була підкорена Фатімідами. Припинила існування внаслідок походів берберів-маграв. Династія відома також як Васулиди, а держава — Сіджильмаський імамат.

## Історія
У середині VIII ст. серед низки південноберберських племен поширився суфризм. Одне з берберських племен — мекнаси на чолі з Абу'л-Касім Семгу, сином Васула, у 760-х роках заснувало місто Сіджильмасу, навколо якого 772 року було утворено власну державу. Наступним імамом довелося відбивати напади військ Ідрісидів.
Держава набула своїх ознак за четвертого імама — Мідрара ібн Яси, завдяки чому вся династія стала зватися Мідрардидами. Він також прийняв титул еміра. У цей час встановлюється союз з Рустамідами. Відбувається політичне та економічне піднесення держави.
У 867 році після смерті Мідрара починається боротьба за трон між його синами. Зрештою перемогу здобув Маймун ібн аль-Амір.
З 883 року починаються військові конфлікти з Фіатімідами. Останні у 909 році зуміли повалити мідраридів. Але ті у 911 році відновили незалежність держави. У 922 році війська мідраридів зазнали нової поразки від фатімідського війська, знову потрапивши під владу Фатімідського халіфату.
958 року Мідраридів повністю відсторонено від влади в Сіджильмасі в покарання за перехід до сунізму. Втім у 963 році їм вдалося повернутися на трон. 977 року війська берберів-маграва, васалів Кордовського халіфату, за наказом хаджиба Аль-Мансура виступили проти імама Абу Мухаммада аль-Мутазза, якого перемогли та стратили.
У Сіджильмасі було утворено емірат, що став частиною Кордовського халіфату. 1012 року він здобув незалежність, але 1053 року Альморавіди підкорили Сіджильмаський емірат.

## Територія
Держава Мідраридів охоплювала сучасні південно-західні області Марокко — Тавілальт і Драа. Столицею була Сіджильмаса. Населення переважно мешкало в оазах.

## Устрій
Світська та духовна влада належала очільникам династії. Вони спочатку носили титул імамів, згодом також прийняли титул емірів. Імамів спочатку обирала рада знаті та племен, починаючи з Мідрара ібн Яси титул став спадковим. Проте вплив знаті, духівництва залишався значним.

### Імами
- Абу'л-Касім Самгу (772—785)
- Ільяс ібн Абу'л-Касім (785—790)
- Абу Мунтасир Ільяс (790—824)
- Мідрар ібн Яса (824—867)
- Абд ар-Рахман Маймун (867)
- Маймун аль-Амір (867), вперше
- Мунтасир ібн Яса (867)
- Маймун аль-Амір (867—877), вдруге
- Мухаммад I ібн Маймун (877—883)
- Яса ібн Мідрар (883—909)
- панування Фатімідів
- Аль Фатх Васул (911—913)
- Ахмад ібн Маймун (913—921)
- Мухаммад II аль-Мутазз (921—934)
- Мухаммад III (934—943)
- Самгу II (942—943), вперше
- Мухаммад IV (943—958)
- правління Фатімідів
- Самгу II (963)
- Абу Мухаммад аль-Мутазз (963—977)